# Pacific Surfliner
A Pacific Surfliner egy regionális vasúti járat az Amerikai Egyesült Államokban. Az Amtrak üzemelteti 2000 június 1 óta. A legutolsó pénzügyi évben összesen 2 776 654 (2019) utas utazott a járaton, naponta átlagosan 7607 (2019) utasa volt. San Diego (Kalifornia állam) és San Luis Obispo (Kalifornia állam) között közlekedik, az 560 kilométert 27 megállással 8 óra 15 perc alatt teszi meg az  San Diego Northern Railway, a BNSF, az SCRRA és az Union Pacific Railroad vágányain.
A vonat egy Siemens Charger dízelmozdonyból (2018-ig: EMD F59PHI) és superliner emeletes személykocsikból áll.